# Apahida
Apahida – wieś w Rumunii, w okręgu Kluż, w gminie Apahida. W 2011 roku liczyła 5966 mieszkańców.